# Junioreuropamästerskapet i volleyboll för herrar
Junioreuropamästerskapet (U20) i volleyboll för herrar hade premiär 1966. Mästerskapet arrangeras av Confédération Européenne de Volleyball. De som spelar får vara max 20 år gamla. För yngre spelare finns Ungdomseuropamästerskapet i volleyboll för pojkar (U18). På världsmästerskapsnivå finns Ungdomsvärldsmästerskapet i volleyboll för pojkar (U19) och Juniorvärldsmästerskapet i volleyboll för herrar (U21).
Sovjetunionen/Ryssland har varit mest framgångsrika med totalt 20 segrar.